# Álamos del Río
Álamos del Río är en ort i Mexiko.   Den ligger i kommunen San Francisco del Rincón och delstaten Guanajuato, i den centrala delen av landet, 300 km nordväst om huvudstaden Mexico City. Álamos del Río ligger 1 751 meter över havet och antalet invånare är 230.
Terrängen runt Álamos del Río är platt österut, men västerut är den kuperad. Runt Álamos del Río är det ganska tätbefolkat, med 230 invånare per kvadratkilometer. Närmaste större samhälle är San Francisco del Rincón, 3,3 km norr om Álamos del Río. Trakten runt Álamos del Río består till största delen av jordbruksmark.